# Jednostka regionalna Heraklion
Jednostka regionalna Heraklion (gr. Περιφερειακή ενότητα Ηρακλείου, Periferiaki enotita Irakliu) – jednostka administracyjna Grecji położona w regionie Kreta. Powołana do życia 1 stycznia 2011 w wyniku przyjęcia nowego podziału administracyjnego kraju. W 2021 roku liczyła 302 tys. mieszkańców.
W skład jednostki wchodzą gminy (w nawiasach numer widniejący na mapie):
- Archanes-Asterusia (2),
- Festos (7),
- Heraklion (1),
- Chersonisos (8),
- Gortina (4),
- Malewizi (5),
- Minoa Pediada (6),
- Wianos (3).